# John Diebold
Pour les articles homonymes, voir Diebold (homonymie).
John Diebold (8 juin 1926 - 26 décembre 2005) est un pionnier de l'utilisation généralisée des ordinateurs, ainsi que des applications automatisées dans les entreprises.

## Biographie
En 1951, il obtient son diplôme du Harvard Business School. L'année suivante, il publie Automation, dans lequel il expose sa vision sur l'utilisation de systèmes électroniques programmables dans les entreprises. Visionnaire, plusieurs de ses idées sont devenues courantes plusieurs années après. 
En 1968, il a fondé un institut de recherche, le Diebold Institute for Public Policy Studies.   
Il est l'auteur de 12 livres.